# Коул, Альфиус
Альфиус Филемон Коул (англ. Alphaeus Philemon Cole; 12 июля 1876, Джерси-Сити, Нью-Джерси, США — 25 ноября 1988, Нью-Йорк) — американский художник, гравер. Его отцом был известный в своё время гравер Тимоти Коул. После смерти Эльзоны Макси 30 марта 1988 года он стал старейших живущим человеком США. Также, на момент своей смерти Коул был вторым (после Мэтью Бирда) старейшим из когда-либо жившим верифицированным мужчиной.

## Биография
Коул начал обучаться живописи в Италии. Его учителем был Исаак Крейг. Затем продолжил своё образование в Париже в Академии Джулиана в период с 1892 по 1901 год. Его преподавателями были Жан Поль Лоран и Жан-Жозеф Бенжамен-Констан, а позже обучался в Школе изящных Искусств. С середины 1890-х годов, он стал создавать много ярких работ, в основном различные натюрморты и портреты. Его произведения были выставлены на всемирной выставке в Париже в 1900 году, а также на Панамериканской выставке в Буффало, Нью-Йорк в 1901 году.
Коул переехал в Англию и женился на скульпторе Маргарет Уорд Уолмсли в 1903 году. Также он занимался гравировкой, но эта работа приносила ему существенно меньше доходов, чем его картины.
В 1911 году он вновь переезжает в США. В 1918 году, Коул стал членом Клуба Салмаганди, старейшего профессионального арт-клуба в США. С 1924 по 1931 год он преподавал портрет и натюрморт в Купер Юнион колледже. Он был избран членом Национальной академии Дизайна в 1930 году. Он был президентом Нью-Йоркского Клуба «Цвета Воды» с 1931 по 1941 год. В 1940-х годах, Коул работал оценщиком картин в художественной галерее Макс Почапин в зале искусств в Манхэттене. С 1952 по 1953 год он был президентом Альянса Художников Америки. Его первая жена умерла в 1961 году. В 1962 году Коул женился на Аните Рио, певице и вдове художника Эжена Хиггинса. Анита Рио умерла в 1973 году.
Коул активно занимался творчеством и принимал участие в выставках до 103 лет. Он умер в Нью-Йоркском отеле «Челси», где он жил в течение последних 35 лет. Работы Коула находятся в постоянной коллекции Национальной портретной галерее в Лондоне и в Бруклинском музее. Часть его работ хранится также в Смитсоновском институте.
Коул официально был признан старейшим живущим мужчиной более года, с 5 января 1987 года до его смерти, 25 ноября 1988 года. До него самым пожилым верифицированным мужчиной был 111-летний норвежский горнолыжник Герман Смит-Йоханнсен. После смерти Коула самым пожилым живущим мужчиной был признан 111-летний Джон Эванс. Коул является также первым мужчиной, когда-либо, бесспорно, достигшим возраста 112 лет. В настоящее время цены на работы Коула начинаются от 5000 долларов США или более. Когда он умер в возрасте 112 лет 136 дней, Коул был самым пожилым из когда-либо живших художников.